# Urška Polc
Urška Polc (* 28. Oktober 1992) ist eine slowenische Badmintonspielerin. 

## Karriere
Urška Polc wurde 2011 erstmals slowenische Meisterin, als sie im Damendoppel mit Tina Kodrič erfolgreich war. 2012 verteidigten beide diesen Titel im Doppel. Bei den Slovenia International wurde sie 2009 Dritte, 2010 Fünfte.

## Sportliche Erfolge
| Saison | Veranstaltung                    | Disziplin   | Platz | Name                     |
| ------ | -------------------------------- | ----------- | ----- | ------------------------ |
| 2009   | Slovenia International           | Damendoppel | 3     | Tina Kodrič / Urška Polc |
| 2010   | Slovenia International           | Damendoppel | 5     | Tina Juršič / Urška Polc |
| 2011   | Slowenien: Einzelmeisterschaften | Damendoppel | 1     | Tina Kodrič / Urška Polc |
| 2012   | Slowenien: Einzelmeisterschaften | Damendoppel | 1     | Tina Kodrič / Urška Polc |